# Gabby (personaggio)
Gabby è un personaggio dei cartoni animati creato nel 1939 da Paramount Pictures per la Fleischer Studios. Un lillipuziano un po' imbranato ed intelligente.
Era il guardiano notturno reale del villaggio nel film I viaggi di Gulliver e da allora diventa protagonista di diversi cortometraggi animati dal 1940 al 1941.

## Film
- I viaggi di Gulliver (1939)

## Cortometraggi
- Gabby re di Lilliput per un giorno (King For a Day, 1940)
- The Constable (1940)
- All's Well (1941)
- Gabby e il kango (Two for the Zoo, 1941)
- Swing Cleaning (1941)
- Gabby formaggio di fuoco (Fire Cheese, 1941)
- Gabby va a pesca (Gabby Goes Fishing, 1941)
- It's a Hap-Hap-Happy Day (1941)